# Domenico Romano (politico 1877)
Domenico Romano (Melicucco, 10 novembre 1877 – 13 marzo 1965) è stato un politico italiano.

## Biografia
Fu ministro dei lavori pubblici dal 27 luglio 1943 all'11 febbraio 1944 sotto il Governo Badoglio I.
Fu anche senatore della I, II e III legislatura della Repubblica, restando in carica dal 1948 al 1963
Il 7 ottobre 1956 il comune di Palmi gli conferì la cittadinanza onoraria.